# Indo-pop
Indo-pop – indonezyjska muzyka pop.
Synonimicznym terminem jest I-pop, jednak określenie to sprawia, że gatunek jest mylony z popem indyjskim. W szerszym znaczeniu indo-pop obejmuje ogólnie indonezyjską popkulturę.
Indonezyjska muzyka pop podlegała silnym trendom pochodzącym ze Stanów Zjednoczonych, Wielkiej Brytanii, Japonii i Korei Południowej. Indonezyjski styl muzyki pop wpłynął na popkulturę w obrębie Azji Południowo-Wschodniej, zwłaszcza na scenę muzyczną w Malezji, Singapurze i Brunei, gdzie pod koniec XX wieku zaczęto naśladować indonezyjski styl muzyki pop.

## Rozwój muzyki pop w Indonezji
Począwszy od lat 60., zaczęły powstawać lokalne zespoły popowe (prekursorem była grupa Koes Bersaudara), zastępujące na scenie muzycznej miejsce, które pierwotnie zajmowały zespoły z Malezji i Singapuru. Pojawienie się Koes Bersaudara doprowadziło do popularyzacji stylu muzycznego, który okazał się przystępny dla mieszkańców Indonezji. Po zdobyciu popularności przez Koes Bersaudara w Azji Południowo-Wschodniej pojawiło się wielu znanych indonezyjskich piosenkarzy, takich jak Rossa i Krisdayanti, czy też zespołów: Ungu, Noah, The Changcuters, Wali.

## Historia
Historia muzyki indonezyjskiej rozpoczęła się prawdopodobnie w latach 60. i 70. XX wieku wraz z pojawieniem się kilku muzyków. Najpopularniejszym zespołem w tamtym czasie był Koes Bersaudara. Indonezyjczycy okrzyknęli ich mianem The Beatles z Indonezji. W latach 80. XX wieku w indonezyjskiej muzyce pop dominowały piosenki, których rymy były bardzo wolne. Do ówczesnych twórców utworów popowych należą: Rinto Harahap, Pance Pondaag, A. Riyanto, Obbie Messakh. Niektórych indonezyjskich piosenkarzy, takich jak Nia Daniaty, Betharia Sonatha czy Ratih Purwasih, nazywano nawet specjalistami od smutnych piosenek. Jednak w samym środku indonezyjskiej muzyki zdominowanej przez ckliwe piosenki, było kilku muzyków, którzy tworzyli piosenki antymainstreamowe (jak np. Fariz RM, Vina Panduwinata czy Gombloh). Ich muzyka została sklasyfikowana jako pop kreatywny (pop kreatif). Historia muzyki indonezyjskiej miała swój dalszy ciąg, gdy niektórzy indonezyjscy muzycy zaczęli naśladować styl malajski, tworząc nowy trend nazywany „pop-rockiem”. Niektórzy piosenkarze, jak np. Deddy Dores, Nike Ardilla czy Inka Christie, zaczęli być sławni, jednak po śmierci Nike Ardilli i braku nowych innowacji ze strony malezyjskich muzyków, ten rodzaj muzyki szybko się znudził słuchaczom. W Indonezji pojawili się również nowi artyści i formacje takie jak Kahitna, Java Jive, Krisdayanti czy Jingga. Następnie wytwórnie płytowe wydały albumy kompilacyjne kilku grup muzycznych, które przyjęły alternatywny nurt i okazały się dobrze sprzedawać. Producenci muzyczni byli szczęśliwi, że mogą czerpać z nich ogromne zyski. W końcu albumy kompilacyjne stały się trendem tamtych czasów. Na początku XXI wieku pojawiło się wielu nowych muzyków i piosenkarzy, którzy zaczęli pojawiać się na scenie dzięki programom telewizyjnym. Odbyło się również wiele konkursów związanych z poszukiwaniem talentów (Akademi Fantasi Indosiar, Indonesian Idol, KDI itd.). Indonezyjska muzyka pop staje się coraz bardziej różnorodna dzięki wpływom kultur zagranicznych: japońskiej (J-popu), koreańskiej (K-popu), a nawet indyjskiej. Zespoły, które podążają za tymi gatunkami, to między innymi J-Rocks, Zivilia, S.O.S, Hitz czy JKT48, zwłaszcza ten ostatni, będący pochodną słynnej japońskiej grupy dziewcząt AKB48. Obecnie za sprawą niektórych nowych piosenkarzy popularność tego gatunku stale rośnie.